# Chemin de fer de Solesmes à Quiévy
La ligne de Solesmes à Quiévy est une ancienne ligne de chemin de fer secondaire du Réseau du Nord de la Société générale des chemins de fer économiques (SE) qui reliait Solesmes à Quiévy entre 1907 et 1939.

## Histoire
La ligne et celle d'Avesnes-sur-Helpe à Solesmes sont mises en service le 28 octobre 1907.